# پلوژینا
پلوژینا (به صربی: Plužina) یک منطقهٔ مسکونی در صربستان است که در سورییگ واقع شده‌است. پلوژینا ۳۷۰ نفر جمعیت دارد.